# Свистуново
Свистуно́во (рос. Свистуново) — присілок у складі Грязовецького району Вологодської області, Росія. Входить до складу Грязовецького міського поселення.

## Населення
Населення — 26 осіб (2010; 34 у 2002).
Національний склад (станом на 2002 рік):
- росіяни — 100 %